# أركادي فولوز
أركادي فولوز (بالإنجليزية: Arkady Yurievich Volozh) رجل أعمال ملياردير روسي في مجال التكنولوجيا، ومستثمر، وعالم كمبيوتر، اشتهر باسم المؤسس والرئيس التنفيذي لشركة ياندكس، شارك فولوز في تأسيس العديد من شركات تكنولوجيا المعلومات في أيامه الأولى، وكان رائدًا في تطوير البحث مع التقدم التكنولوجي الجديد وشركات برامج البحث.